# Magister sztuki
Magister sztuki – singel polskiego rapera Kubana, promujący album studyjny, zatytułowany Spokój.. Singel został wydany 2 marca 2023.
Nagranie uzyskało w Polsce certyfikat platynowej płyty, przekraczając liczbę 50 tysięcy sprzedanych kopii.

## Geneza utworu i historia wydania
Piosenka została napisana i skomponowana przez Jakuba Kiełbińskiego i Filipa Pachólczyka, który również odpowiada za produkcję utworu.
Singel ukazał się w formacie digital download 2 marca 2023 w Polsce za pośrednictwem wytwórni płytowej Dobzi ludzie w dystrybucji Sony Music Entertainment Poland. Kompozycja została umieszczona na drugim albumie studyjnym Kubana – Spokój..

## Teledysk
Do utworu powstał teledysk, który udostępniono w dniu premiery singla za pośrednictwem serwisu YouTube.

## Pozycje na listach sprzedaży
| Kraj   | Lista                    | Najwyższa pozycja |
| ------ | ------------------------ | ----------------- |
| Polska | OLiS – single w streamie | 3                 |

## Certyfikaty
| Kraj          | Certyfikat      | Sprzedaż |
| ------------- | --------------- | -------- |
| Polska (ZPAV) | platynowa płyta | 50 000+  |